# Izaäk Blomhert

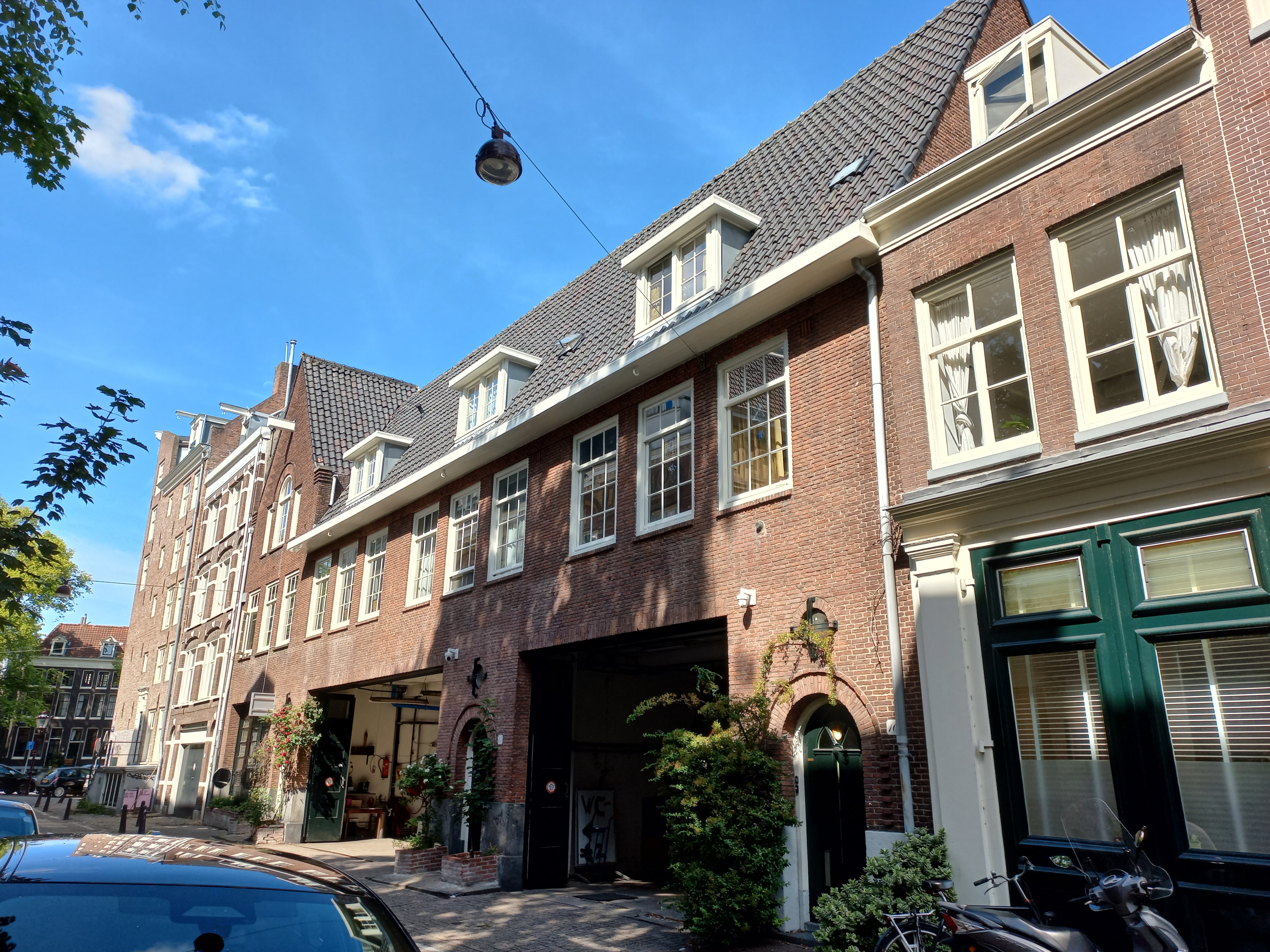
Werk van Blomhert, Molenpad 10-16, Amsterdam (foto 2025)

Izaäk Blomhert (Zaltbommel, 3 november 1879 – Amsterdam, 17 mei 1956) was een Nederlands architect.
Hij was zoon van koopman Gonuinis Blomhert en Elisabeth Johanna Koopman. Zelf huwde hij Sophia Kerkheide.
Hij werkte voornamelijk op de achtergrond, van zijn opleiding is weinig bekend. Bij inschrijvingen in de gemeente Amsterdam werd als beroep bouwkundig opzichter vermeld. Enige bekendheid verwierf hij vlak voor en na de Tweede Wereldoorlog met de verbouwingen van het militair hospitaal aan de Sarphatistraat te Amsterdam. Het zou gaan dienen tot paviljoen van het Antoni van Leeuwenhoekziekenhuis.
Hij werkte onder meer samen met Herman Ambrosius Jan Baanders (onder andere in de Apollobuurt), Zeeger Gulden, een generatiegenoot en eveneens geboren in Zaltbommel, en Melle Geldmaker. Met die laatste twee ontwierp hij woningen aan het Lidewijdepad en andere projecten in Slotermeer. Daar werkte ook enige tijd Ger Husslage, architect van complexen in Osdorp. Ook is samenwerking met Jan Willem Dinger bekend.
Het door hem ontworpen Molenpad 10-16, Amsterdam is gemeentelijk monument.
Hij was ingeschreven bij de Bond van Nederlandse Architecten.